# Balthasar von Ahlefeldt

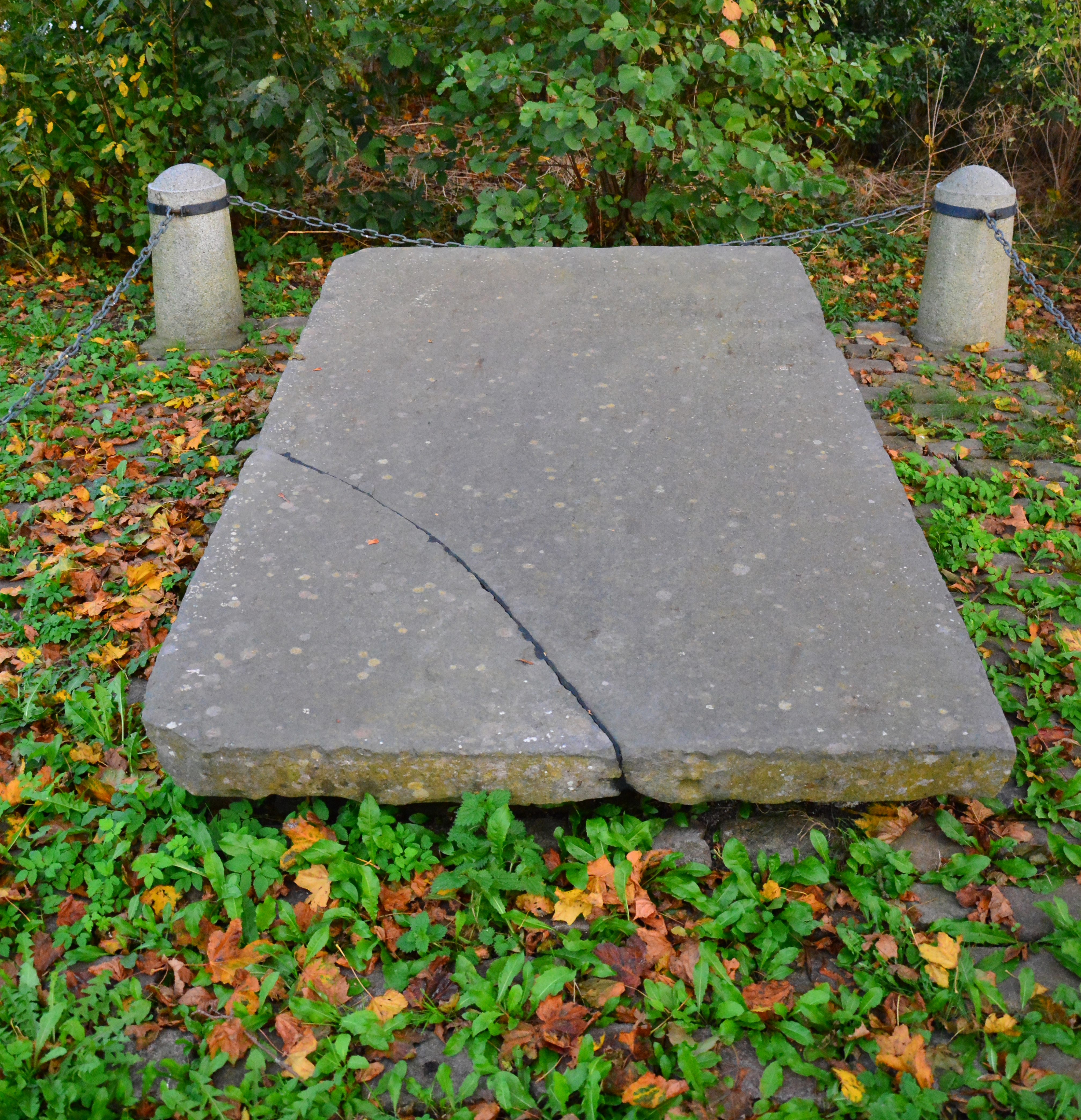
Grabplatte des Balthasar von Ahlefeldt

Balthasar von Ahlefeldt (* 29. September 1559; † 8. März 1626 in Kiel) war königlicher Rat- und Amtsmann von Flensburg und Rendsburg, Herr auf Kollmar, Drage und Heiligenstedten.

## Leben
Balthasar von Ahlefeldt wurde am 29. September 1559 geboren. Nachdem er dem König Friedrich II. von Dänemark als Hofjunker gedient hatte, unternahm er eine größere Reise durch Italien, Deutschland und Frankreich. 1583 kehrte er nach Deutschland zurück und baute auf dem väterlichen Erbgut Heiligenstedten das neue Schloss Heiligenstedten. Am 13. Oktober 1583 vermählte er sich mit Margarethe von Rantzau, einer jüngeren Tochter des königlichen Statthalters Heinrich Rantzau und dessen Frau Christine. Aus dieser Ehe ging eine einzige Tochter Dorothea von Ahlefeldt hervor. Im Jahre 1589 wurde er Ratsmann des Herzogs Johann Adolph von Gottorp und 1593 Königlicher Rats- und Amtmann von Flensburg, Rendsburg und Steinburg. Er besaß die Güter Kollmar, Drage und Heiligenstedten. Am 8. März 1626 starb er in Kiel und wurde in der St. Laurentius-Kirche in Itzehoe beigesetzt.